# 代谢型受体
代谢型受体（英語：Metabotropic receptor）是真核细胞跨膜受体的一种亚类。它们本身不是离子通道，取而代之的是这种受体产生第二信使，使得离子通道打开而产生效应。

## 例子
此类受体包括：代谢型谷氨酸受体、蕈毒鹼型乙醯膽鹼受器、γ-氨基丁酸B受体以及多数血清素受体。

## 延伸阅读
- Zimmerberg, B.  2002.  Dopamine receptors: A representative family of metabotropic receptors. Multimedia Neuroscience Education Project （页面存档备份，存于）